# Naissance en 989
Naissance
- 985
- 986
- 987
- 988
- 989
- 990
- 991
- 992
- 993

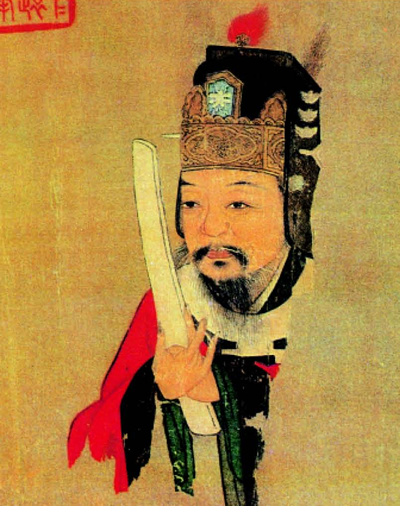
Fan Zhongyan né en 989.

Cette page dresse une liste de personnalités nées au cours de l'année 989  :
- Fan Zhongyan, homme politique et lettré chinois de la dynastie Song.
- Ibn Muʿādh al-Jayyānī, mathématicien arabe.
- Ise no Taifu, poétesse et membre de la noblesse japonaise.
- Mujāhid al-‘Āmirī, ou Mugehid bin abd Allah Al-ʿĀmirī Al-Muwafaqq, émir aventurier, ou pirate, sarrasin.
- Reglindis, princesse polonaise, membre de la dynastie Piast.

date incertaine (vers 989)
- Adémar de Chabannes, moine, chroniqueur et compositeur français.

## Crédit d'auteurs
- Cet article est partiellement ou en totalité issu de l'article intitulé « 989 » (voir la liste des auteurs).